# Heterocentron alatum
Heterocentron alatum là một loài thực vật có hoa trong họ Mua. Loài này được Rose & Standl. mô tả khoa học đầu tiên năm 1924.